# Aponogeton viridis
Aponogeton viridis är en enhjärtbladig växtart som beskrevs av Henri Lucien Jumelle. Aponogeton viridis ingår i släktet Aponogeton och familjen Aponogetonaceae. Inga underarter finns listade.